# ESCM
ESCMはエレクトロニカアーティストBTによる2枚目のアルバム。BTはアルバムの中でギターとドラムを演奏しボーカルも担当、その他Steven Barkan、エレクトロニカアーティストPaul van Dykと共に楽曲を製作した。
3曲目Flaming Juneは日本でもテレビ番組のBGMとしても流れる事が良くあるので、曲名は知らなくても聴いたことがある人は多い。
ESCMは Electric Sky Church Musicを表している。

## トラックリスト
1. "Firewater" – 8:43
2. "Orbitus Teranium" – 8:10
3. "Flaming June" – 8:31
4. "Lullaby for Gaia" – 5:26 (US) / "The Road to Lostwithiel" – 8:38 (UK)
5. "Memories in a Sea of Forgetfulness" – 7:40
6. "Solar Plexus" – 4:14
7. "Nectar" – 5:55
8. "Remember" – 8:01
9. "Love, Peace and Grease" – 5:21
10. "Content" – 8:50
11. "Flaming June (Simon Hale's Orchestral Performance)" – 1:07

11曲目は隠しトラックであり、10曲目のおおよそ10分目くらいから始まる。